# Криштафович, Николай Иосифович
Николай Иосифович Криштафович (4 ноября 1866, с. Фролово Духовщинского уезда, Смоленской губернии, Российская империя — 4 января 1941, Харьков) — русский геолог, педагог, профессор, редактор.
Надворный советник. Доктор геологии. Доктор минералогии и геогнезии. Действительный член Санкт-Петербургского минералогического общества.

## Биография

### Образование
Получил военное образование.
Слушатель естественного отделения Московского университета (1888—1892). Научный работник в Геологическом кабинете Московского университета.
Участвовал в экспедициях В. В. Докучаева.

### Научная и преподавательская работа
С 1893 работал библиотекарем, позже преподавателем Ново-Александровского института сельского хозяйства и лесоводства.
Участник 1-го Всероссийского съезда по библиотечному делу в Санкт-Петербурге (1914).
В 1915—1920 — приват-доцент Харьковского университета, одновременно читал курс лекций по геологии на инженерно-строительном факультете Харьковского технологического института (1920—1922), в 1920—1930 — профессор Харьковского сельскохозяйственного института; одновременно, в 1922—1930 — профессор Харьковской кафедры геологии при Харьковском ИНО.
Преподаватель, профессор геологии и минералогии сельскохозяйственного института им Сельинтерна (1924—1929), Харьковского института геодезии и землеустройства. В 1930—1941 — профессор Харьковского филиала Украинского НИИ геологии; в 1933—1935 — профессор геологического факультета Харьковского университета.
Основатель и главный редактор журнала «Ежегодник по геологии и минералогии России» (1896—1916). Действительный член секции Харьковского филиала «Недра» Всесоюзных съездов для изучения продуктивных сил при Харьковском ИНО (1929). Кандидат в члены Всеукраинской академии наук (1929).
Исследовал меловые и антропогенные отложения Юго-Западной Украины, Центральной России, палеогенные отложения Прибалтики.
Описал открытые ранее К. Ф. Рулье межледниковые микулинские отложения с ископаемой флорой близ села Троицкое Московской губернии, палеолитическую стоянку неподалеку от села Селище (ныне Корсунь-Шевченковский район Черкасской области).

## Избранные публикации
- Послетретичные образования в окрестностях Ново-Александрии. Варшава, 1896;
- Фауна, стратиграфия и возраст меловых отложений на территории Люблинской и Радомской губерний. С.-Петербург, 1898;
- Гидрогеологическое описание территории города Люблина и его окрестностей. Варшава, 1902;
- О последнем ледниковом периоде в Европе и Северной Америке. Москва, 1910;
- Прибрежные глиняные катуны р. Вислы, а также вообще о прибрежных (речных, озерных и морских) глиняных катунах, современных и ископаемых // Ежегодник по геологии и минералогии России. 1911. Т. 11, вып. 8.